# MATE (phần mềm)
MATE (/ˈmɑːteɪ/; phát âm tiếng Tây Ban Nha: [ˈmate]) là một môi trường desktop phân nhánh từ GNOME 2. Nó được đặt tên theo tên một loại cây ở Nam Mỹ, cây Yerba mate và một loại trà được làm từ thảo dược, mate. Tên ban đầu tất cả các chữ cái vốn được đặt theo tên gọi của các môi trường máy tính để bàn Phần mềm miễn phí khác như KDE và LXDE. Cách viết tắt hồi quy "MATE Advanced Traditional Environment" đã được thông qua bởi hầu hết các cộng đồng MATE, gợi nhớ đến tinh thần của phần mềm tự do tương tự như GNU. (GNU's Not Unix!). Việc sử dụng một cái tên mới, thay vì GNOME, tránh xung đột với GNOME 3.

## Lịch sử
GNOME 3 (phát hành tháng 4/2011) đã thay thế giao diện người dùng truyền thống của nó bằng giao diện mới: GNOME Shell. Việc này dẫn đến một số lời chỉ trích từ các bộ phận của cộng đồng phần mềm tự do. Một số người dùng đã từ chối chấp nhận việc thiết kế giao diện mới của GNOME và kêu gọi tiếp tục phát triển của GNOME 2. Một người Argentina sử dụng Arch Linux đã khởi động dự án MATE nhằm đáp ứng nhu cầu này và công bố sự sẵn có của MATE ngày 18/6/2011.

## Thành phần
MATE đã phân nhánh một số ứng dụng gốc như GNOME Core Applications, và các nhà phát triển đã viết một số ứng dụng khác từ đầu. Các ứng dụng phân nhánh được đặt lại tên mới - chủ yếu là tên Tây Ban Nha:
- Caja (box) –  Trình quản lý File (từ Nautilus)
- Pluma (quill/feather/pen) –  Soan thảo text (từ Gedit)
- Eye of MATE –  Trình xem ảnh (từ Eye of GNOME)
- Atril (lectern) –  Trình xem tài liệu (từ Evince)
- Engrampa (staple) –  Quản lý file nén (từ Archive Manager)
- MATE Terminal –  Giả lập Terminal (từ GNOME Terminal)
- Marco (frame) –  Quản lý của sổ (từ Metacity)
- Mozo (waiter)  –  Biên tập Menu item editor (từ Alacarte)

## Tiếp tục phát triển
MATE hỗ trợ đầy đủ framework GTK+ 3. Dự án được hỗ trợ bởi Ubuntu MATE phát triển chính Martin Wimpress và bởi nhóm phát triển Linux Mint:
We consider MATE yet another desktop, just like KDE, Gnome 3, Xfce etc.... and based on the popularity of Gnome 2 in previous releases of Linux Mint, we are dedicated to support it and to help it improve.
Các tính năng mới đã được thêm vào Caja như undo/redo và hiển thị các khác biệt để thay thế các file.
MATE 1.6 loại bỏ một số thư viện phản đối, di chuyển từ mate-conf (một phân nhánh của GConf) sang GSettings, và từ mate-corba (một phân nhánh của GNOME's Bonobo) đến D-Bus.

## Lịch sử phát hành
| Ngày       | Phiên bản                    |
| ---------- | ---------------------------- |
| 18/06/2011 | Công bố tại forum Arch Linux |
| 19/08/2011 | Phát hành lần đầu            |
| 16/04/2012 | 1.2                          |
| 30/07/2012 | 1.4                          |
| 02/04/2013 | 1.6                          |
| 04/03/2014 | 1.8                          |
| 29/09/2014 | 1.8.1                        |
| 13/03/2015 | 1.8.2                        |
| 11/06/2015 | 1.10                         |
| 05/11/2015 | 1.12                         |
| 08/04/2016 | 1.14                         |
| 21/09/2016 | 1.16                         |
| 13/03/2017 | 1.18                         |
| 07/02/2018 | 1.20                         |
| 18/03/2019 | 1.22                         |
| 10/02/2020 | 1.24                         |
| 03/08/2021 | 1.26                         |

## Adoption
MATE 1.2 phát hành ngày 16/4/2012. MATE là một trong những môi trường desktop mặc định kèm với Linux Mint kể từ khi phiên bản 12 "Lisa", Linux Mint Debian Edition từ "201303", Sabayon Linux từ release 10, một Fedora spin (từ Fedora 18), và là môi trường desktop trong Ubuntu 14.10 Mate.
MATE cũng có sẵn trong các kho chính thức của nhiều bản phân phối Linux khác, bao gồm Ubuntu, Arch Linux, Debian, Mageia, ROSA, Gentoo, openSUSE và PCLinuxOS. 
Bên cạnh đó, có những kho của bên thứ ba cho Slackware. Phiên bản 3.5 và cao hơn của GhostBSD bao gồm MATE như là môi trường desktop mặc định, khiến nó trở thu nhận thứ hai của MATE như một desktop mặc định, sau Linux Mint, và là phiên bản đầu tiên có nguồn gốc từ BSD. Nó cũng có sẵn cho FreeBSD.

### Arch Linux
MATE ban đầu được công bố trên diễn đàn Arch Linux trên ngày 18 tháng 6 năm 2011, và công bố phiên bản chính thức đầu tiên vào tháng 4/2012

### Ubuntu MATE

Ubuntu MATE logo

Trong tháng 11 năm 2014, nhóm phát triển Ubuntu MATE phát hành phiên bản 14.04 LTS, sẽ được hỗ trợ cho đến tháng 4 năm 2019.
Trong tháng 3 năm 2015, Ubuntu MATE được Ubuntu chấp thuận tình trạng flavors chính thức từ phiên bản 15.04 trở đi.

## Hình ảnh

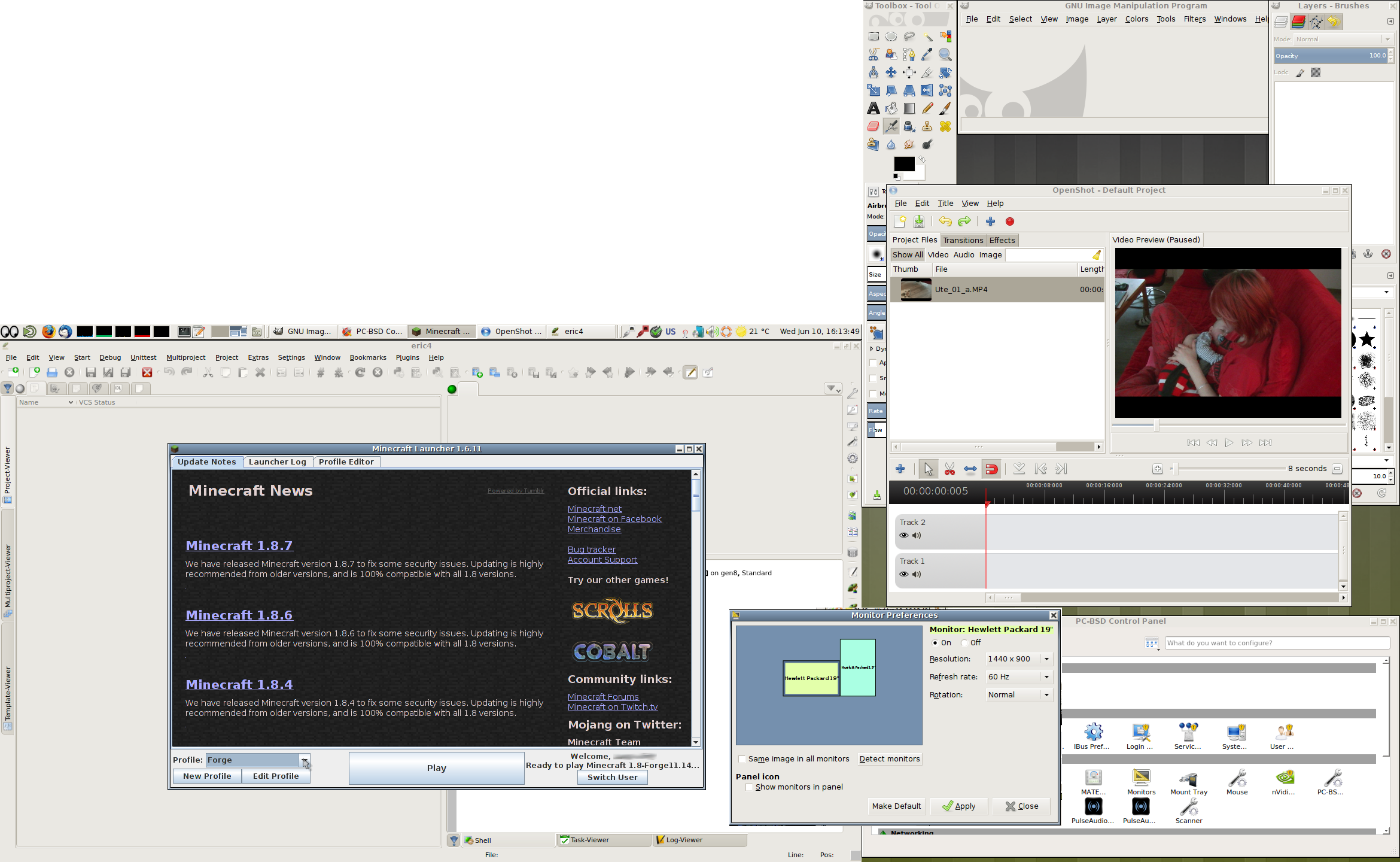
Màn hình PC-BSD 10.1.2 desktop (MATE) với màn hình kép (dual head, pivot). Đang chạy các ứng dụng tự do - mã nguồn mở (FOSS) là: GIMP, OpenShot Video Editor, trình quản lý file, Eric IDE Python. Cũng thể hiện: Minecraft 1.8.7 (với chế độ "Forge" mods).
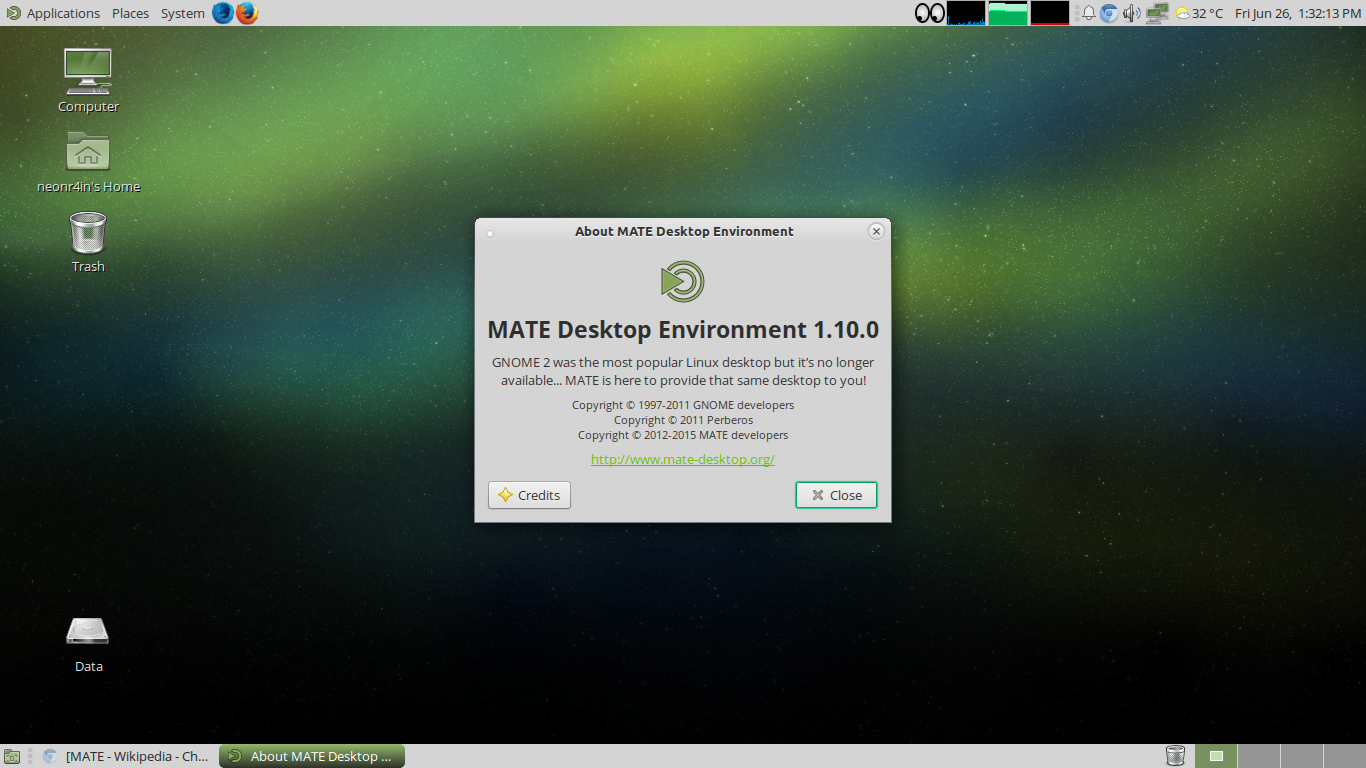
Ảnh chụp MATE 1.10, phiên bản GTK3, trên Manjaro Linux.